# Yuki Kawata
Yuki Kawata, född 16 juni 1997, är en japansk bågskytt. Han deltog vid olympiska sommarspelen 2020.